# WION (nieuwszender)
WION (“World is One News”) is een Indiaas Engelstalig nieuwskanaal met hoofdkantoor in Noida, Delhi. Het is eigendom van het zendernetwerk Zee Media.
Zee Media huurde Rohit Gandhi in als oprichter en eerste hoofdredacteur om het kanaal op te bouwen in augustus 2015. De website werd in verschillende landen gelanceerd als een free-to-air satellietdienst, met tv-uitzendingen vanaf 15 augustus 2016.